# Zero Days (Album)
Zero Days ist das elfte Studioalbum der amerikanischen Metal-Band Prong, das 2015 erschienene Coveralbum Songs from the Black Hole nicht mitgerechnet. Zero Days erschien im Juli 2017 bei Steamhammer/SPV.

## Entstehung
Zum wiederholten Male arbeitete Tommy Victor bei der Albumproduktion mit Chris Collier zusammen – der auch als Toningenieur fungierte und das Album abmischte. Als weitere Bandmitglieder werden Mike Longworth und Art Cruz genannt. Beim Titelsong spielte Greg Harrison, bei Interbeing Chris Cannella und bei Operation of the Moral Law Marzi Montazeri ein Gastsolo ein. Bei Rulers of the Collective spielte zudem Fred Ziomek eine zusätzliche Gitarre.

## Rezeption
Bei Blabbermouth erhielt das Album eine Bewertung von acht von zehn. Dieselbe Bewertung gab der Platte auch Ronny Bittner im Rock Hard, der eine „mitreißende Melange aus Thrash- und Groove Metal“ „im voluminösen Soundgewand“ hörte.

## Titelliste
1. However It May End – 3:36
2. Zero Days – 3:35
3. Off the Grid – 3:18
4. Divide and Conquer – 3:17
5. Forced into Tolerance – 3:17
6. Interbeing – 3:50
7. Blood Out of Stone – 4:12
8. Operation of the Moral Law – 3:31
9. The Whispers – 3:20
10. Self Righteous Indignation – 4:14
11. Rulers of the Collective – 3:02
12. Compulsive Future Projection – 3:10
13. Wasting of the Dawn – 4:39
14. Reasons to Be Fearful (Bonustitel) – 3:31